# بيري كيث
بيري كيث (بالإنجليزية: Perry Keith)‏ هو سياسي أمريكي، ولد في 20 أكتوبر 1847، وتوفي في 6 فبراير 1935 في الولايات المتحدة. حزبياً، نشط في الحزب الديمقراطي. وقد انتخب عضو مجلس نواب لويزيانا.